# Nicomedes III da Bitínia
Nicomedes III Evérgeta foi um rei da Bitínia. Também chamado Nicomedes Filopátor,[carece de fontes?] foi o sucessor de seu pai Nicomedes II da Bitínia.
Nicomedes se aliou a Mitrídates VI do Ponto, e dividiu com ele a Paflagônia. Quando o senado romano soube que a região havia sido conquistada pelos dois reis, enviou embaixadores, exigindo que ela fosse devolvida ao estado anterior, mas Mitrídates respondeu que a região pertencera ao seu pai, sendo portanto, por direito, sua. Nicomedes, sem ter argumentos, alterou o nome do seu filho para Pilemenes, nome comum aos reis da Paflagônia, e o colocou como rei, mantendo a ocupação da Paflagônia com este pretexto frívolo.
O rei da Capadócia era Ariarates, casado com Laódice, outra irmã de Mitrídates  mas Mitrídates o assassinou através de Górdio. Nicomedes aproveitou a situação, e ocupou a Capadócia, mas Mitrídates, fingindo apoiar a irmã Laódice, enviou um exército para remover Nicomedes. Laódice, viúva de Ariarates, já havia feito um acordo com Nicomedes, para se casar com ele; Mitrídates então ataca as guarnições de Nicomedes da Capadócia, e restaura o trono ao seu sobrinho, Ariartes, o filho de Laódice, que seria em seguida assassinado pelas próprias mãos por Mitrídates.
Mitrídates colocou como rei da Capadócia seu próprio filho de oito anos de idade, com o nome de Ariarates, e deixando o assassino Górdio como seu guardião.
Os capadócios se revoltaram, e chamaram para reinar outro filho do rei, que estava na Ásia, também chamado de Ariarates. Este rei também foi derrotado e exilado por Mitrídates, e morreu de doença.
Com isto, Nicomedes, temendo que, após haver tomado a Capadócia, Mitrídates também quisesse tomar a Bitínia, arrumou um jovem de extraordinária beleza e o instruiu a se fazer passar por um terceiro filho de Ariarates, enviando-o com Laódice ao senado romano para que ele fosse indicado como rei da Capadócia. Mitrídates também enviou Górdio, para dizer que o filho legítimo era o jovem Ariarates que ele havia colocado no trono.
O senado romano, percebendo as artimanhas dos dois reis, tomou a Capadócia de Mitrídates e, para compensar, a Paflagônia de Nicomedes, oferecendo a liberdade a ambos povos, porém os capadócios, alegando que uma nação não sobreviveria sem um rei, aceitaram a indicação do senado, o rei Ariobarzanes.
Ele teve dois filhos, o futuro Nicomedes IV da Bitínia, cuja mãe se chamava Nisa, e Sócrates, chamado Cresto. Sócrates era filho de Nicomedes com uma concubina de nome Hagne, de Cízico, e era mais novo que Nicomedes. De acordo com Grânio Liciano, o nome da mãe de Nicomedes IV era Aristônica, e Nisa' filha de Ariarates da Capadócia, era esposa de Nicomedes IV.
Quando Nicomedes morreu, seu filho, Nicomedes IV da Bitínia, foi expulso por Mitrídates, e se refugiou em Roma. Mitrídates VI do Ponto apoiou Sócrates, chamado de Cresto, como rival de Nicomedes.